# گورستان گبرها (اسفراین)
قبرستان گبرها مربوط به سده‌های میانه دوران‌های تاریخی پس از اسلام است و در شهرستان اسفراین، بخش بام وصفی آباد، دهستان بام، ۵۰۰ متری غرب روستای کاریزدر واقع شده و این اثر در تاریخ ۱۸ شهریور ۱۳۸۷ با شمارهٔ ثبت ۲۳۲۶۵ به‌عنوان یکی از آثار ملی ایران به ثبت رسیده است.